# Йог: Монстр из космоса
«Йог: Монстр из космоса» (яп. ゲゾラ・ガニメ・カメーバ 決戦! 南海の大怪獣) — японский фантастический фильм 1970 года, один из последних фильмов о кайдзю Исиро Хонды, здесь впервые показаны Гезора, Камоэбас и Ганимес. Более точное название фильма в переводе с японского — «Гезора, Ганимес, Камоэбас: Великое сражение гигантских монстров в южных морях!». Также фильм известен под названием «Космическая амёба». 
Фильм считается завершающим классический период «золотого века» о кайдзю.

## Сюжет
В один из космических кораблей в районе Юпитера проникает чужеродный организм — живучая амёба Йог. Когда корабль теряет управление и падает на Землю, пришелец попадает в океан и начинает искать подходящих хозяев для формы существования. Его жертвами становятся каракатица, краб и черепаха, похожая на матамату.
В это время на остров Сельга отправляется группа туристов. Они и не подозревают, что контролируемые Йогом монстры скоро нападут на этот остров, и им придётся защищаться вместе с коренным населением, не рассчитывая ни на какую помощь извне…

## В ролях
| Актёр            | Роль                    |
| ---------------- | ----------------------- |
| Акира Кубо       | Таро Кюдо               |
| Ацуко Такахаси   | Аяко Хосино             |
| Юкико Кобаяси    | Саки                    |
| Кендзи Сахара    | Макото Обата            |
| Ёсио Цусия       | Киёиси Мия              |
| Тэцу Накамюра    | Онбо                    |
| Ёситакэ Сайтоу   | Рико                    |
| Исиро Муракоси   | голос космической амёбы |
| Харуо Накадзима  | Гезора, Ганимес         |
| Нариоси Накамюра | Камоэбас                |

## В зарубежном прокате
Собственно под названием «Йог: Монстр из космоса» фильм и стал известен благодаря американской версии фильма компании American International Pictures. На американском постере фильма была изображена каракатица Гезора, сжавшая своими щупальцами Землю, и стреляющие по ней космические корабли, для более сильного привлечения зрителей.

## Дополнительные факты
- Камоэбас был создан как ответ Toho на конкурирующего монстра кинокомпании Daiei — Гамеру. Прототипом Гезоры, в свою очередь, возможно стал монстр-антагонист из фильма «Гамера против Вираса».
- Актёр Харуо Накадзима, изобразивший в фильме Гезору и Ганимеса, также прославился ролью Годзиллы в классических фильмах кинокомпании Toho.